# T. J. Perkins
Teddy James Perkins (nascido em 3 de setembro de 1984) é um lutador americano de luta livre profissional, mais conhecido como TJP . Ele trabalhou para a WWE no programa Raw, sendo o primeiro vencedor do WWE Cruiserweight Classic. Atualmente , luta na Impact Wrestling. Perkins é mais conhecido por seu trabalho no circuito independente, onde também usou suas iniciais TJP, ou debaixo de uma máscara como Puma (também estilizado como PUMA). Ele atualmente trabalha para a Impact Wrestling.

## Carreira no wrestling profissional

### Formação e início de carreira (1998-2003)
Perkins começou seu treinamento com 13 anos em uma escola de Lucha libre em sua cidade natal de Los Angeles, Califórnia. Perkins estreou em janeiro de 1999 com 14 anos, sob uma máscara já que os promotores sentiram que ele parecia muito jovem para estar lutando. Inicialmente, ele lutou sob o nome no ringue de T.J. Perkins, utilizando "Pinoy Boy" como um apelido. A fim de assistir a shows, ele não frequentava a escola nas sextas-feiras. Ele lutou empresas independentes na Califórnia, Nevada, Arizona e México durante seus dois primeiros anos.

### Japão e México (2001-2011)
Ele começou a treinar na New Japan Dojo em Los Angeles junto com os amigosRicky Reyes, Rocky Romero e Bryan Danielson. Todos eles fizeram sua estréia na New Japan Pro Wrestling (NJPW) no mesmo cartão do Korakuen Hall, em outubro de 2002, com Perkins estreando sem máscara como "Pinoy Boy" T.J. Perkins. Na NJPW, ele detém o recorde de mais jovem lutador não japonês a trabalhar na promoção, aos 18 anos e 3 semanas de idade. Com 18 anos, em 2003, após sua terceira turnê com NJPW, ele foi dada a ele a personagem de Puma, um personagem mascarado com semelhanças com Tiger Mask, e ele começou a parceria com Tiger Mask IV. Perkins afirmou que o personagem foi criado devido a semelhanças percebidas entre ele e o Tiger Mask original Satoru Sayama, e a ideia era que ele seria a versão americana do Tiger Mask.
No final de maio e início de junho de 2011, Perkins, sob o nome de TJP, participou do torneio NJPW Best of the Super Juniors. Depois de vencer três dos seus oito combates nas fases de classificação do torneio, TJP terminou em sétimo dos nove lutadores em seu bloco e não avançou para as semifinais.
Em 2003, Perkins passou um tempo no México, com Rocky Romero e Bobby Quance, onde o trio treinou e lutou para o Consejo Mundial de Lucha Libre.

### Pro Wrestling Guerrilla (2003-2016)
Perkins começou a competir no sul da Califórnia para a promoção Pro Wrestling Guerrilla (PWG) em 2003, como "Pinoy Boy" T.J. Perkins, aparecendo em Are You Adequately Prepared To Rock?! onde realizou o pinfall em Vito Thomaselli e An Inch Longer Than Average, onde ele estava do lado perdedor de um combate de trios. Depois de mudar seu nome no ringue para Puma em dezembro de 2003, ele entrou para o torneio Tango and Cash Invitational para determinar os inaugurais campeões mundiais de duplas da PWG, com Samoa Joe como seu parceiro. A dupla chegou ao segundo turno antes de ser eliminado. Durante o resto de 2004, Puma competiu regularmente em lutas individuais, derrotando concorrentes, incluindo Tony Kozina, Brad Bradley e The UK Kid. No primeiro semestre do ano seguinte, ele competiu esporadicamente na PWG, principalmente em lutas eliminatórias.
Em julho de 2005, ele mudou seu nome no ringue para T.J. Perkins, e venceu Davey Richards e Hardkore Kidd em lutas individuais sucessivas, mas Perkins e Alex Shelley, posteriormente, perderam um combate de duplas para o duo. Perkins perdeu uma luta individual para Shelley no After School Special. Perkins terminou o ano em lutas de duplas com vários parceiros, e começou 2006 da mesma forma. Ele se transferiu de volta para competições individuais no Beyond The Thunderdome em 2006, derrotando o Mr. Excitement, antes de embarcar em uma série de derrotas que durou até junho, quando derrotou Excalibur. Sua série de derrotas incluiu uma derrota para Rocky Romero em competições individuais e ao lado dele em um combate de duplas. A dupla se enfrentou novamente no Self-Titled, em outubro, onde Perkins ganhou, mas perdeu na revanche no mesmo mês. Mais tarde, ele desenvolveu uma rivalidade com Bino Gambino, em vários combates de trios no início de 2007. Em maio, Perkins derrotou Gambino em uma luta simples, antes de voltarem a estar em lados opostos em partidas de duplas, em meados de 2007.

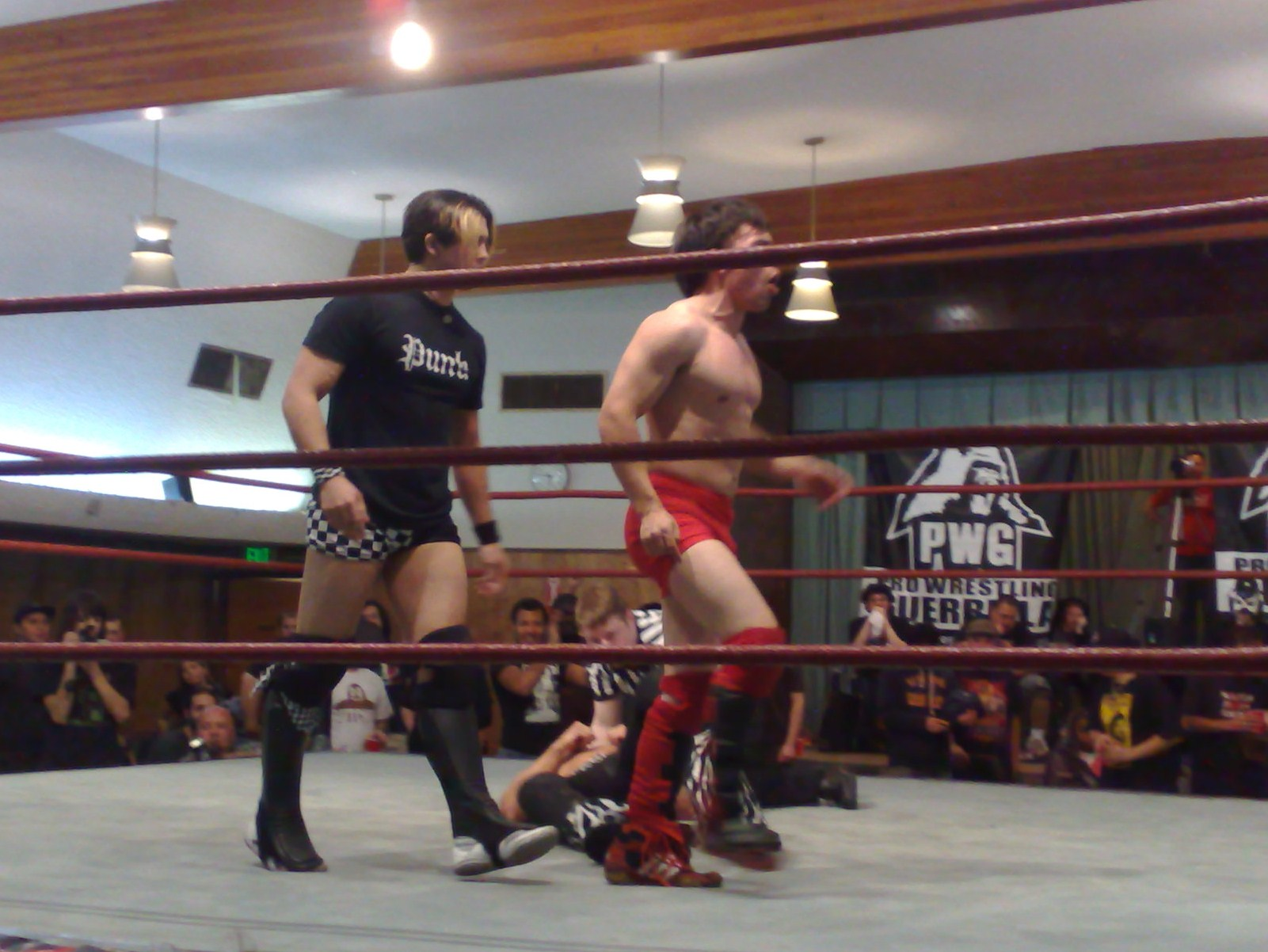
Perkins (à esquerda) com o parceiro de dupla Hook Bomberry no ringue do show Scared Straight da Pro Wrestling Guerrilla em 2008.

Em janeiro de 2008 Perkins formou uma equipe regular com Hook Bomberry, e a dupla competiu nas rodadas eliminatórias do Dynamite Duumvirate Tag Team Title Tournament. No Pearl Habra a equipe derrotou os The Young Bucks (Nick e Matt Jackson), mas perdeu a sua próxima luta para Los Luchas (Phoenix Star e Zokre) no ¡Dia de los Dangerous!. No Scared Straight eles derrotaram Scorpio Sky e Ronin  por desqualificação, e mais tarde na noite Perkins e Bomberry interromperam o combate entre os Young Bucks e Los Luchas, causando que a luta acabasse sem vencedor. Isto conduziu a uma luta de quatro duplas de eliminação ocorrido no 1.21 Gigawatts, que foi ganho por Los Luchas. Após lutas qualificatórias Perkins e Bomberry tiveram uma última chance para entrar no DDT4, enfrentando Scorpio Sky e Ronin mais uma vez no It's a Gift.... and a Curse, perdendo mais uma vez. Perkins derrotou Charles Mercury e Mikey Nicholls e Mark Davis e Ash Motim em lutas de duplas, antes de Perkins voltar à competição individual.
Em novembro, Perkins participou do PWG's Battle of Los Angeles, pela primeira vez. Ele derrotou Chuck Taylor na primeira rodada, mas foi eliminado do torneio depois de perder para Bryan Danielson na segunda rodada. Em janeiro e fevereiro de 2009, Perkins perdeu lutas individuais tanto para Austin Aries e B-Boy. Depois de se mudar para a Flórida no início de 2009, Perkins parou de aparecer para a PWG.
Após um hiato de duração superior a 18 meses, Perkins voltou a PWG no The Perils of Rock N' Roll Decadence em setembro de 2011, perdendo para  Eddie Edwards. Ele competiu regularmente para a promoção em 2012, com resultados mistos. Em setembro, ele entrou para o Battle of Los Angeles 2012, derrotando Joey Ryan na primeira rodada antes de perder para Sami Callihan nas quartas-de-final.

### Ring of Honor (2003-2012)

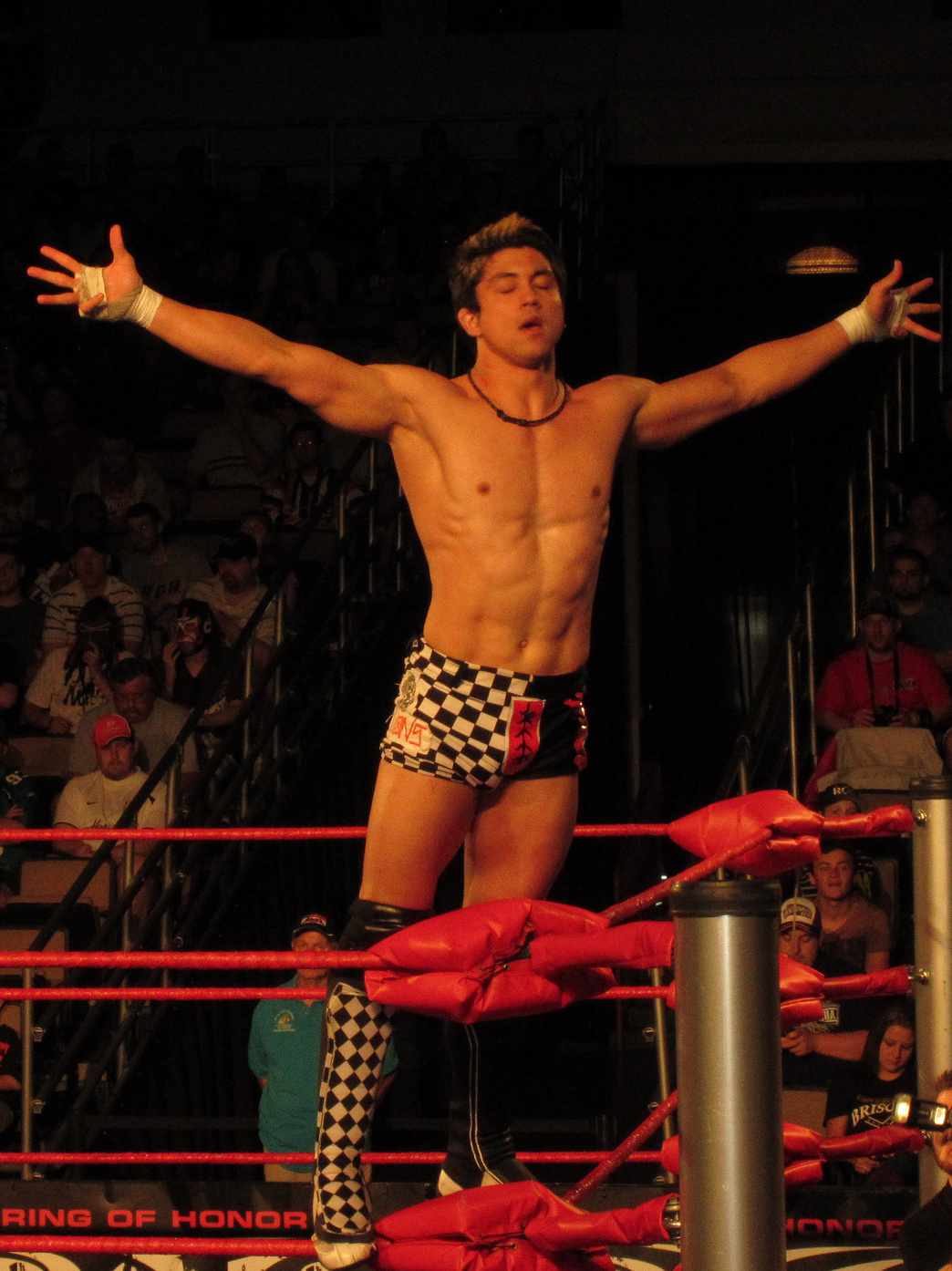
Perkins assinou um contrato com a Ring of Honor em 2011, mas pediu a sua libertação no ano seguinte.

Perkins estreou na Ring of Honor (ROH) em dezembro de 2003, usando o nome Puma, e perdeu para Josh Daniels. Puma voltou a ROH em fevereiro de 2005, perdendo para Homicide e James Gibson, sucessivas lutas individuais. Suas próximas aparições foram em agosto de 2005, onde ele estava no lado perdedor de uma luta de duplas junto com Jimmy Rave e um combate individual contra Ricky Reyes. Em sua próxima aparição na ROH foi no show ROH's Fifth Year Festival: Philly em fevereiro de 2007, onde Perkins competiu sob seu nome real e perdeu para Nigel McGuinness. Ele teve outras derrotas seguidas em outubro de 2007, antes que ele ganhou sua primeira vitória na ROH, derrotando Kyle O'Reilly no Tag Title Classic II em dezembro de 2010. Perkins enfrentou Colt Cabana no pay-per-view transmitido pela internet Final Battle 2010 em 18 de dezembro de 2010, em que ele perdeu.
Em janeiro de 2011, Perkins apareceu para ROH em seu WrestleReunion no show Showdown in the Sun II, onde ele perdeu para Davey Richards. Em março, ele perdeu para Chris Hero e El Generico, antes da ROH anunciar que Perkins tinha assinado um contrato com a a promoção em 6 de outubro. Ele acumulou derrotas adicionais para Jay Briscoe, Jay Lethal e Mike Bennett em novembro e dezembro. No pay-per-view Final Battle 2011, Perkins perdeu para Michael Elgin. Em março de 2012 ele apareceu no pay-per-view 10th Anniversary Show, sendo derrotado em uma luta de duplas. Como parte da rivalidade Chikara vs. ROH, Perkins lutou no Showdown in the Sun, derrotando Fire Ant. No Unity, Fire Ant e seus aliados do The Colony derrotaram Perkins, Jay Lethal e Adam Cole em um combate de trios. Em abril, Perkins começou uma rivalidade com Mike Mondo, derrotando-o em uma luta simples diante da parceria do All Night Express de Kenny King e Rhett Titus para derrotar Mondo e The Young Bucks (Matt and Nick Jackson) no Border Wars. Em 9 de setembro de 2012, Perkins foi liberado de seu contrato ROH. Ele pediu a sua libertação, já que sentiu que seu contrato com a ROH foi restringindo outras oportunidades para ele.

### Total Nonstop Action Wrestling

#### Aparições esporádicas (2004-2013)

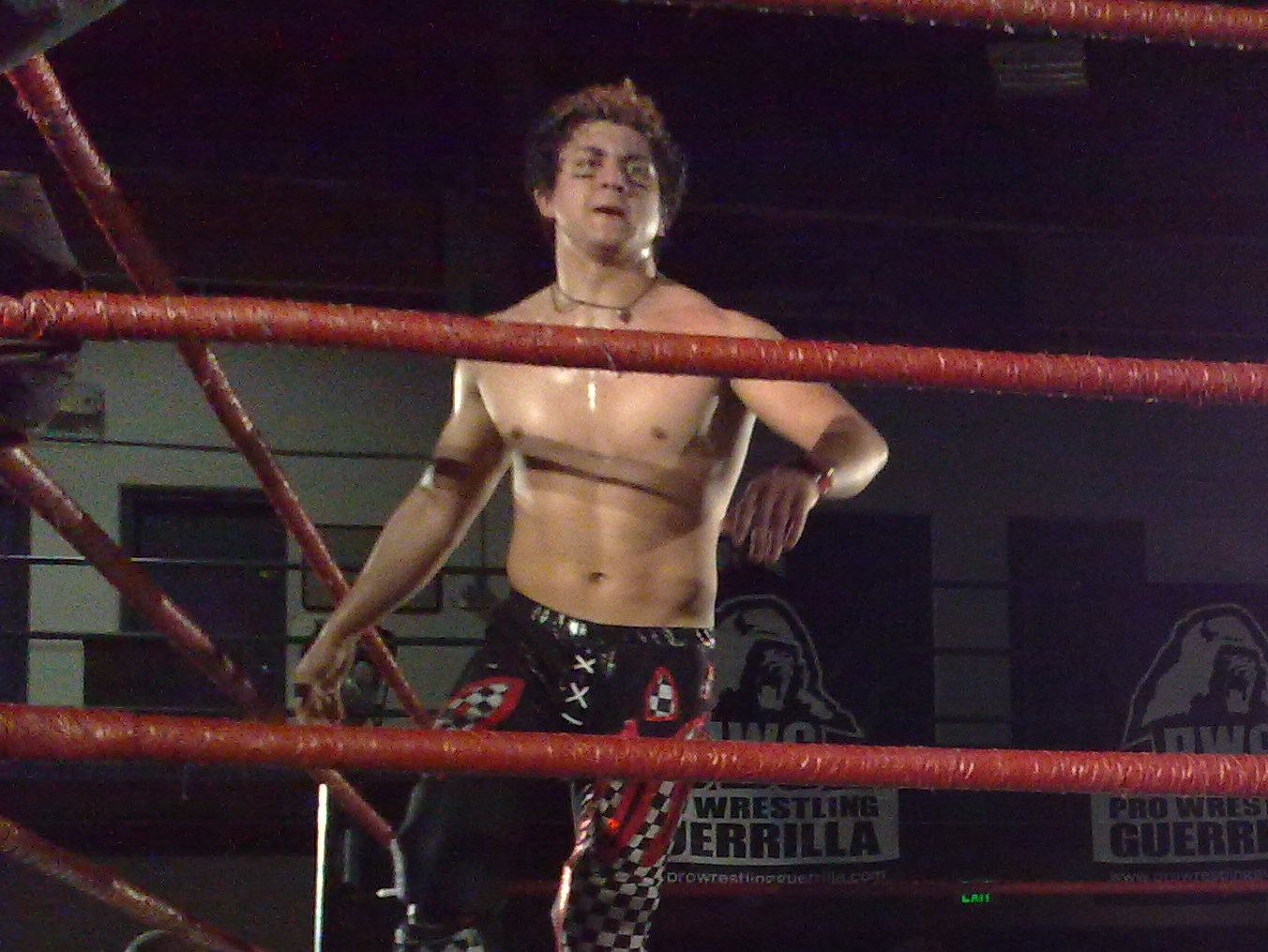
Perkins em 2008.

Perkins também fez aparições como Puma na Total Nonstop Action Wrestling, estreando em 2004, quando ele trabalhava como intermediário em várias gravações do Impact! Xplosion. Ele também foi o primeiro homem eliminado na Super X-Cup 2004. Ele participou de uma battle royal de 20 lutadores da X Division no Victory Road, mas ele foi o primeiro homem eliminado. Dois anos depois, ele voltou a TNA como um representante do Japão, em uma luta X-Division Showcase internacional no Destination X, contra Petey Williams, Chris Sabin e Sonjay Dutt. O combate acabou por ser ganho por Sabin. Ele também competiu em uma luta Xscape no mês seguinte no Lockdown. Puma foi mais tarde um membro da equipe do México no 2006 World X-Cup, ao lado de Incognito, Magno e Shocker. Nesse torneio, ele perdeu a segunda luta para o capitão do time dos Estados Unidos, Chris Sabin. Puma foi o último homem eliminado na terceira rodada em uma luta gauntlet, pelo capitão do time do Canadá, Petey Williams. A equipe do México terminou em terceiro, com quatro pontos. Em julho de 2007, Perkins voltou a TNA como Puma, lutando em uma 10-man final X Gauntlet no Victory Road, mas foi o primeiro homem eliminado. Ele voltou a TNA no Victory Road do ano seguinte, representando o time do Japão em uma luta de eliminação, onde foi o segundo eliminado.
Em 22 de setembro de 2009, Perkins, sob sua personagem de Puma, voltou a TNA para lutar em uma luta preliminar, no qual ele foi derrotado por Colt Cabana. Perkins trabalhou em mais douas lutas preliminares sob o nome no ringue de T.J. Perkins durante as gravações do TNA Impact! em janeiro de 2010, perdendo para Shannon Moore e El Generico. Em setembro de 2012, Perkins competiu como Puma contra Zema Ion em uma luta preliminar principal do evento principal de uma gravação em setembro do Impact Wrestling. Em 12 de janeiro de 2013, Perkins, como Puma, participaram das gravações do TNA One Night Only: X-Travaganza, lutando em uma luta Xcape, que foi vencida por Christian York.

#### Aparições regulares (2013)
Em 23 de maio de 2013, Perkins lutou em um episódio do Impact Wrestling como Suicide, derrotando Petey Williams e Joey Ryan. A vitória lhe rendeu uma luta pelo X Division Championship contra Kenny King e Chris Sabin no Slammiversary XI em uma luta Ultimate X, que foi vencida por Sabin. Em 27 de junho em um episódio do Impact Wrestling, Perkins foi revelado como o homem por trás da máscara de Suicide como parte de uma história onde ele tinha sido atacado e seu traje e máscara tinha sido roubado e utilizado por Austin Aries para ganhar o Campeonato da X Division.
Em 29 de junho, nas gravações do episódio de 4 de julho do Impact Wrestling, Perkins começou a usar o nome de Manik, mantendo uma versão modificada do traje e máscara de Suicide. Ele participou de uma luta three-way pelo Campeonato da X Division contra Sabin e Aries, que Sabin ganhou para recuperar o campeonato; Manik foi removido da luta depois de ser atacado pelos Aces & Eights. Após Sabin vagar o campeonato, Manik entrou no torneio para determinar o novo campeão, e avançou para a final ao derrotar Chavo Guerrero e Kenny King. Em 18 de julho, nas gravações do episódio de 25 de julho do Impact Wrestling, Manik ganhou o vago X Division Championship derrotando Greg Marasciuolo e Sonjay Dutt em uma luta Ultimate X. Incluindo uma defesa bem sucedida contra Chris Sabin em 26 de setembro no Impact Wrestling, Manik manteve o campeonato até o Bound for Glory em 20 de outubro, quando ele perdeu para Sabin uma luta Ultimate X que também envolvia Jeff Hardy, Austin Aries e Samoa Joe.

### Outras promoções (2004-2016)
Em janeiro de 2004, o mascarado Puma lutou duas vezes nas gravações de televisão da Major League Wrestling, em parceria com Bobby Quance, perdendo para a Stampede Bulldogs (Harry Smith e TJ Wilson). Na noite seguinte, Puma perdeu uma luta four-way, com Jack Evans, Chasyn Rance e o campeão Peso-Pesado Junior Sonjay Dutt. Em dezembro de 2004, Puma venceu o  (APW) Worldwide Internet Championship da All Pro Wrestling (APW), derrotando  J.J. Perez. Ele segurou o campeonato até julho de 2005, quando perdeu de volta para Perez.
Em janeiro de 2005, Perkins como Puma estreou na Full Impact (FIP), derrotando Azrieal. No Unfinished Business, Puma foi atacado por Azrieal e seu aliado CM Punk, e no seguinte programa Puma perdeu uma luta individual para Punk. Em 12 de fevereiro, Puma ganhou uma luta four-way contra Azrieal, Jerrelle Clark e Eddie Vegas. Quatro anos depois, ele retornou a FIP como T.J. Perkins, perdendo para Davey Richards em 28 de março de 2009. Ele desenvolveu uma série de vitórias, derrotando Jay Bradley, Nigel McGuinness e Sal Rinauro. Em novembro de 2009, Perkins entrou no 2009 Jeff Peterson Memorial Cup, derrotando Arik Cannon e Shane Hollister no caminho para as semi-finais, onde ele perdeu para Richards. Em abril de 2010 no Southern Stampede, voltou a FIP usando o nome no ringue TJP, onde participou de uma battle royal antes de ele ser eliminado por Chasyn Rance.Chasyn Rance.
Puma lutou na edição de 2005 da Super 8 tournament produzido pela East Coast Wrestling Association e chegou à final ao derrotar Eric Matlock e JJ Perez, antes de perder para Petey Williams. Ele também competiu na Pacific Cup da Extreme Canadian Championship Wrestling em 2005, onde enfrentou Aaron Idol e Bryan Danielson em um combate three-way na final, que foi vencida por Idol.
Em agosto de 2005, Perkins estreou na UWA Hardcore Wrestling como Puma, perdendo para Ricky Reyes. Em maio de 2006, Puma derrotou M-Dogg 20 para ganhar o UWA Canadian Championship. Ele defendeu com sucesso o título contra Petey Williams no mês seguinte, antes de perder o campeonato de volta para M-Dogg 20 de julho. Em outubro, Puma participou do Grand Prix Tournament da UWA, onde derrotou Kazuchika Okada e Dan Paysan para chegar a final, onde perdeu para Sonjay Dutt. Ele continuou lutando para UWA ao longo de 2007, competindo contra lutadores incluindo Último Dragón e Daisuke Hanaoka.

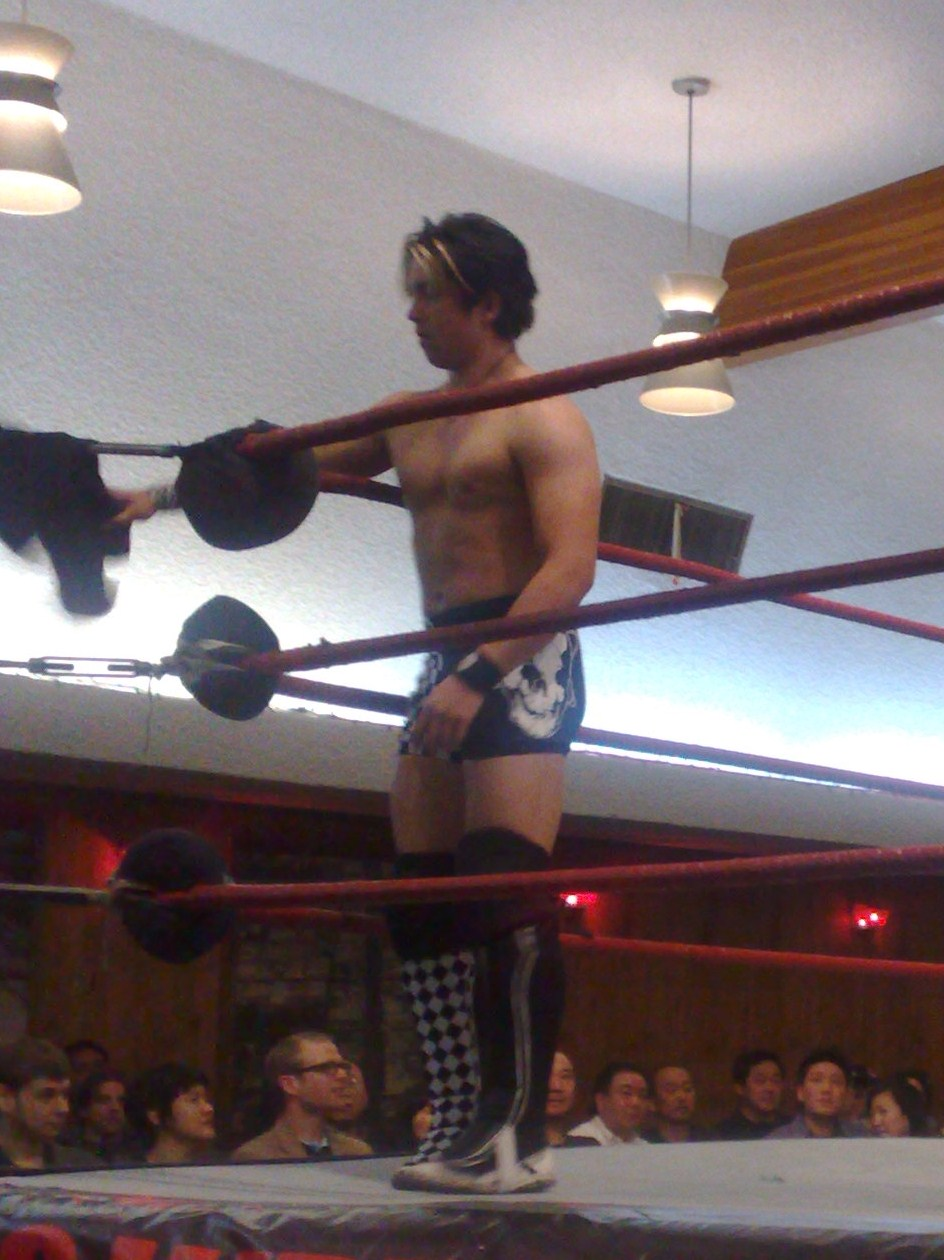
Perkins no ringue em 2008.

Perkins estreou no Empire Wrestling Federation (EWF) em 22 de setembro de 2005, no Chaos, em parceria com Dan Kobrick para derrotar Big Ugly e Vinnie Massaro. Em 23 de dezembro, no Holiday Fear desafiou o campeão dos Pesos-Leves da EWF Joey Harder em uma luta Triple Threat, que também envolveu Rocky Romero e foi ganha por Harder. Perkins continuou a desafiar Harder pelo Cruiserweight Championship. Em uma luta em 12 de fevereiro de 2006, Harder derrotou Perkins por submissão. Em 8 de setembro, Perkins enfrentou o campeão mundial da EWF Bino Gambino, derrotando-o por contagem. Quando a luta foi reiniciada, eles a empataram. Em 21 de novembro, Perkins novamente não conseguiu vencer o Campeonato dos Pesos-Leves da EWF, quando foi derrotado pelo novo campeão Ryan Taylor. Em novembro de 2006, Perkins entrou no Inland Title Series Tournament. Sua primeira luta contra Harder terminou em um empate, antes de ele derrotar Hook Bomberry na segunda rodada e Jason King na terceira. Ele enfrentou Harder na final no dia 5 de janeiro de 2007, mas perdeu por submissão. Em 27 de junho de 2008 no Knockdown Dragout 2, a equipe de Perkins e Liger Rivera (conhecidos coletivamente como Famous For Fearless) desafiou La Ola Del Mal pelo EWF Tag Team Championship, e foram bem sucedidos.
Em 2006, a Puma lutou nas gravações iniciais da promoção Wrestling Society X (WSX), transmitida pela MTV, participando de uma battle royal, mas sendo eliminado por Vampiro e competindo em lutas preliminares contra Altar Boy Luke e Human Tornado. Em uma entrevista de 2009, Perkins afirmou que ele pediu para ser liberado de seu contrato com a WSX, chamando a promoção de "terrível". Ao longo dos próximos dois anos, Perkins competiu por várias promoções diferentes da National Wrestling Alliance, e em 1 de junho de 2008, ele ganhou uma battle royal para se tornar o campeão Heritage da NWA.
No dia 19 de outubro de 2009, no episódio do WWE Raw, Perkins apareceu e foi escalado para enfrentar The Miz, mas acabou sendo substituído por Marty Jannetty antes do inicio da luta. No dia seguinte, Perkins, sob o nome de JT Quinn, apareceu na ECW on SyFy em uma luta contra Sheamus. A luta acabou em desqualificação após Shelton Benjamin atacar Sheamus. Matt Striker mencionou o nome Puma Perkins durante comentário para da luta, relacionados com a sua velocidade e agilidade. Ele também apareceu na Florida Championship Wrestling, território de desenvolvimento da WWE, em 2009.
Ele começou a trabalhar na Dragon Gate USA e EVOLVE Wrestling em 2010 como TJP. No primeiro show da EVOLVE, ele enfrentou Munenori Sawa, perdendo a luta, antes de derrotar Kyle O'Reilly no Evolve 3. NA Dragon Gate USA, ele derrotou Gran Akuma no pay-per-view DGUSA Fearless. Em março de 2010, Perkins fez sua estréia pela Westside Xtreme Wrestling em seu show de estréia nos Estados Unidos, perdendo para Zack Sabre, Jr.. Ele também viajou para a Alemanha para lutar pela promoção, em julho de 2010.

## Vida pessoal
Perkins nasceu em Los Angeles, sendo filho de trabalhadores de companhias aéreas. Com 18 anos, ele começou a treinar boxe, artes marciais mistas e catch wrestling. Com 21 anos, Perkins tinha ganhado dinheiro suficiente para comprar sua própria casa.

## No wrestling
- Movimentos de finalização
  - Como T.J. Perkins/TJP

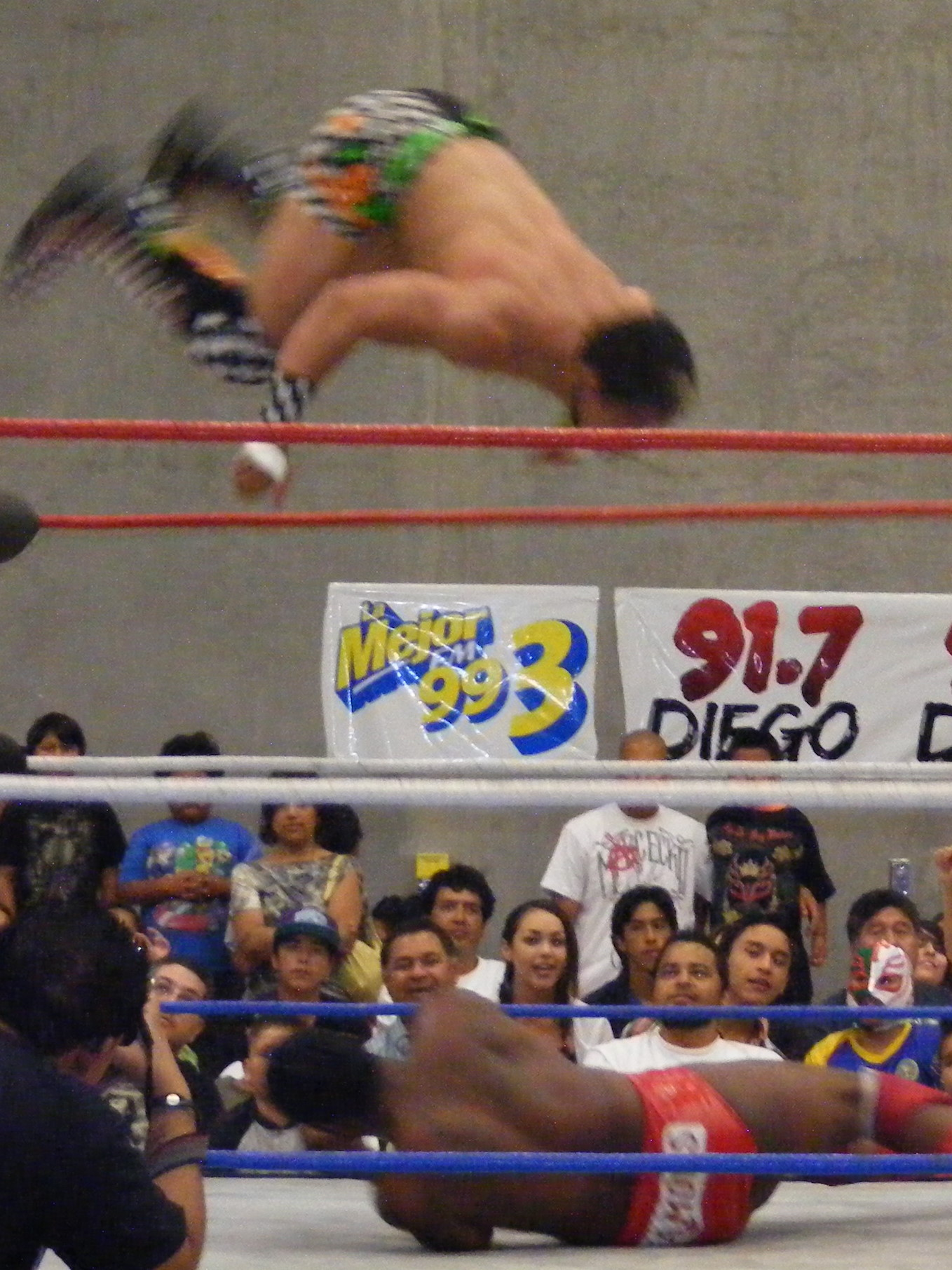
Perkins aplicando um Senton bomb em 2011.

    - TJP Clutch (Encaixado Em Uma Roll Up Como Uma Variação Leglock
    - 86er (Diving high knee)[106]
    - Detonation Kick (Fireman's carry caindo em um overhead kick)[8][107][108]
    - Figure Four Deathlock (Leglock cloverleaf)[1][2]
    - Mega Buster (Jumping hangman's neckbreaker)[106]
    - Skull Crusher (Kneeling reverse piledriver)[2]

  - Como Puma
    - 520° corkscrew springboard tornado DDT[2]
    - Figure Four Deathlock (Leglock cloverleaf)[1][2]
    - Puma Suplex (Bridging tiger suplex)[2]
    - Triangle choke[9]

  - Como Suicide
    - Elevated double chickenwing caindo em um double knee gutbuster[109]
- Movimentos secundários
  - Brainbuster[2]
  - Flying armbar[2]
  - Jumping neckbreaker[2]
  - Senton bomb[2]
  - STF[8]
  - Tiger suplex[2]
  - Tornado DDT[2]

## Campeonatos e realizações
- All Pro Wrestling
  - APW Worldwide Internet Championship (1 vez)[110]
- Alternative Wrestling Show
  - AWS Light Heavyweight Championship (2 vezes)[111]
- Consejo Mundial de Lucha Libre
  - Melhor nova sensação (2003)[106]
  - Rivalidade do ano (2003)[106]
- Empire Wrestling Federation
  - EWF Tag Team Championship (1 vez) – com Liger Rivera[112]
- Evolve Wrestling
  - Luta Breakout (2010) vs. Munenori Sawa em 16 de janeiro[113]
- National Wrestling Alliance
  - NWA Heritage Championship (1 vez)[114]
- Pro Wrestling Illustrated
  - PWI classificou-o em #141 dos 500 melhores lutadores do ano no PWI 500 em 2012[115]
- SoCal Uncensored
  - Novato do ano (2001)[116]
- Total Nonstop Action Wrestling
  - TNA X Division Championship (1 vez)[Nota 1]
- United Independent Wrestling Alliance
  - UIWA Lightweight Championship (1 vez)[2]
- UWA Hardcore Wrestling
  - UWA Canadian Championship (1 vez)[2]
- WWE
  - WWE Cruiserweight Classic (2016)[117]
  - WWE Cruiserweight Championship (1 vez)[117]